# Vieux-Villez
Vieux-Villez è un ex comune francese di 212 abitanti situato nel dipartimento dell'Eure nella regione della Normandia. Dal 1º dicembre 2019 il comune è stato accorpato ai comuni di Aubevoye e Sainte-Barbe-sur-Gaillon per formare il nuovo comune di Le Val d'Hazey, di cui costituisce comune delegato.

## Società

### Evoluzione demografica
Abitanti censiti